# Kay Christopher
Kay Christopher (3 de junio de 1926 – 18 de junio de 2012) fue una actriz y modelo estadounidense.

## Primeros años y carrera
Christopher nació en el seno de una familia de clase media. Su padre era editor de periódicos y su madre bibliotecaria. Estudió en el New Rochelle High School, donde se graduó en 1944. Christopher fue educada como metodista. Comenzó su carrera como modelo pin-up, y tuvo tanto éxito que recibió el título de "Miss Photo Flash 1945". Tras este éxito, consiguió un contrato cinematográfico con RKO Radio Pictures, e hizo su debut en la pantalla en el papel no acreditado de dama de honor de Laraine Day en The Locket (1946).
Luego interpretó el papel principal de Tess Trueheart en Dick Tracy's Dilemma (1947), junto a Ralph Byrd. Posteriormente intervino en películas como Desperate (1947), I Cheated the Law (1949), If You Knew Susie (1949), Code of the Silver Sage (1950) y Gasoline Alley (1951). También hizo apariciones en televisión en programas como Lux Video Theatre y tuvo un papel recurrente en Doctor I.Q. a mediados de la década de 1950. Se retiró de la actuación y el modelaje en 1954, para centrarse en su matrimonio con Donald Griffin, aunque salió de su retiro una vez en 1958 para una aparición en The Perry Como Show. Una demócrata, apoyó la campaña de Adlai Stevenson en las elecciones presidenciales de 1952.

## Muerte
A mediados de la década de 1970 fue diagnosticada con diabetes, y falleció por complicaciones de la enfermedad el 18 de junio de 2012. Fue enterrada en el Williamsburg Memorial Park de Williamsburg, Virginia.

## Filmografía seleccionada
- Gasoline Alley (1951)
- Corky of Gasoline Alley (1951)